# Oficina de Publicaciones de la Unión Europea
La Oficina de Publicaciones de la Unión Europea (OP) es el proveedor oficial de servicios de publicación para las instituciones y otros órganos de la Unión. La Oficina publica documentos oficiales y material de relaciones públicas de la UE, en forma impresa y en línea. Su sede central se encuentra en Luxemburgo.
La OP edita o coedita publicaciones en el contexto de las actividades de comunicación de las instituciones. Produce diariamente el Diario Oficial de la Unión Europea en 24 lenguas oficiales, fenómeno único en el mundo editorial. Además, la Oficina ofrece toda una serie de servicios en línea que permiten acceder gratuitamente a información sobre la normativa (EUR-Lex), las publicaciones (EU Bookshop), las licitaciones (TED) y la investigación y desarrollo (CORDIS) de la Unión Europea.

## Colecciones y servicios

### Diario Oficial de la Unión Europea
Se trata de la única publicación que aparece todos los días laborables en las 24 lenguas oficiales de la Unión Europea. Se compone de dos series conexas (la serie L para la legislación europea y la serie C para las comunicaciones e informaciones) y un suplemento (la serie S para los concursos y contratos públicos).